# Георг Оберг
Нилс Георг Оберг (швед. Nils Georg Åberg; Хелестад, 20. јануар 1893 — Стокхолм, 18. август 1946) био је шведски атлетичар, специјалиста за скок удаљ и троскок. У спортској каријери такмичио се за АК Норћепинг из Норћепинга, осим 1913—1914 кад се такмичио за АК Ергрите из Гетеборга.

## Спортска каријера
Оберг је учествовао на Олимпијским играма 1912. у Стокхолму, где се такмичио у две атлетске дисциплине скоку удаљ и троскоку. Дана 13. јула 1912. Оберг је резултатом 7,18 у скоку удаљ освојио бронзану медаљу, побољшао национални рекорд Кнута Стенборга (6,91 м) и постао први шведски скакач преко 7 метара. Рекорд је опстао до 1918. када га је Вилијам Петерсон побољшао за 2 цм. У такмичењу у троскоку био је други 14,51 м.
Исте године освојио је првенство Шведске у скоку удаљ (7,15). Првак Шведске је био и 1913. (6,70 м) и 1915. (6,89 м).
Оберг је 1916. учествовао на Шведским играма и у скоку удаљ био први са 6,98 м.